# 龍運巴士N31線
龍運巴士N31線是香港新界一條來往荃灣（愉景新城）及機場（地面運輸中心）的通宵巴士路線。由於香港國際機場為24小時運作，而港鐵機場快綫和A31線於凌晨停駛，根據機場巴士專營權規定，需要提供通宵巴士服務，方便在深夜及凌晨抵港的航班乘客及遊客乘坐巴士前往市區，因此本線便應運而生。

## 歷史
- 1998年6月22日：投入服務。
- 2009年5月18日：來回程繞經東涌北及逸東邨[1]，提早往機場的分段於東涌北開始，但班次則削減至30分鐘一班，並調整服務時間。
- 2009年9月7日：加開05:15由機場開出班次，該班次不經東涌北及逸東邨。
- 2013年5月1日：往荃灣方向改為下車收費，並增設由機場往東涌（裕東苑／東涌北）的分段收費。
- 2019年3月25日：作出以下改動[2]：
  - 來回程改經迎東路及裕東路，加停「迎東邨」、「昇薈」、「滿東邨」、「逸東邨褔逸樓」、「逸東邨雍逸樓」站，不經暢達路及不停「一號及二號客運大樓」、「暢達路」、「富豪機場酒店」站。
  - 往機場方向不經駿坪路，取消「亞洲空運中心」站。
- 2021年6月20日：往機場方向增設迎禧路「迎禧路裕雅苑」站，原由「東環」站起實施的分段收費提前至該站生效。
- 2023年9月25日[3]：
  - 往荃灣方向繞經裕雅苑，並增設怡東路「裕雅苑雅盛閣」及「裕雅商場」站；
  - 延遲由荃灣開出尾班車至05:00。

## 服務時間（詳細班次）
| 每日荃灣（愉景新城）開 | 每日荃灣（愉景新城）開 | 每日荃灣（愉景新城）開 | 每日荃灣（愉景新城）開 | 每日荃灣（愉景新城）開 |
| ---------------------- | ---------------------- | ---------------------- | ---------------------- | ---------------------- |
| 00:25                  | 01:00                  | 01:35                  | 02:05                  | 02:35                  |
| 03:05                  | 03:35                  | 04:05                  | 04:35                  | 05:00                  |

| 每日機場（地面運輸中心）開 | 每日機場（地面運輸中心）開 | 每日機場（地面運輸中心）開 | 每日機場（地面運輸中心）開 | 每日機場（地面運輸中心）開 |
| -------------------------- | -------------------------- | -------------------------- | -------------------------- | -------------------------- |
| 00:30                      | 01:00                      | 01:30                      | 02:00                      | 02:30                      |
| 03:00                      | 03:30                      | 04:00                      | 04:30                      | 05:00                      |

## 收費
全程：$22.3
- 過北大嶼山公路後往機場︰$5.4
- 機場往迎禧路或之前︰$5.4

| - 本線設有12歲以下小童及65歲或以上長者半價優惠。 - 65歲或以上香港居民使用「樂悠咭」，以及12歲以下合資格殘疾兒童使用「殘疾人士身份」個人八達通繳付車資，均可享有每程$2.0或半價（以較低者為準）的票價優惠；12至64歲合資格殘疾人士使用「殘疾人士身份」個人八達通（包括「樂悠咭」），以及60至64歲香港居民使用「樂悠咭」繳付車資，均可享有每程$2.0或全費（以較低者為準）的票價優惠。 - 65歲或以上長者如使用長者或一般個人八達通繳付車資，則只可享有半價優惠；12至64歲合資格殘疾人士如不使用「殘疾人士身份」個人八達通，以及60至64歲人士如不使用「樂悠咭」繳付車資，必須繳付全費。 - 乘客可以現金或八達通於上車時付款，不設找續。 - 每位成人乘客可免費攜帶最多兩名4歲以下而不佔座位的兒童乘客乘車，超額之4歲以下小童必須繳付小童車費乘車。 - 持有「九巴月票」之乘客在車票有效期內，每日可享最多10程任何九龍巴士及龍運巴士路線（包括本路線，以及聯營路線的九龍巴士／龍運巴士提供的班次；惟乘搭機場「A」及「NA」線則可享原價二七折優惠（不會計算每天10次合資格車程））；而B1線則每日可享最多各2程（不會計算每天10次合資格車程）。 - 九龍巴士、城巴、龍運巴士及陽光巴士全職員工及家屬（不包括外判職員）可免費乘搭本路線，惟必須拍職員或職員家屬八達通。 - 乘客亦可透過多元化電子支付系統（e度嘟）繳付車資，包括使用非接觸式VISA卡、JCB卡、萬事達卡、銀聯卡、美國運通、大來國際、Discover Card、Apple Pay、Google Pay、Samsung Pay、AlipayHK「易乘碼」、支付寶、WeChatHK／微信支付「搭車碼」、銀聯雲閃付「乘車碼」及BOC Pay「乘車碼」。乘客使用此付款方式，使用此支付方式的乘客可享有中途下車之分段收費，以及與其他九巴／龍運獨營路線或聯營線九巴／龍運班次之轉乘優惠，惟不適用於與非九巴／龍運路線之轉乘優惠，亦不能享有「公共交通費用補貼計劃」及「長者及合資格殘疾人士公共交通票價優惠計劃」。 - 帶粗體字者為雙向分段收費，乘客必須使用八達通或指定交通二維碼繳費，並於下車前再次確認八達通或掃瞄二維碼，方可享有分段收費優惠 |

不設八達通轉乘優惠。

## 行車路線
荃灣（愉景新城）開經：美環街、西樓角路、大河道、沙咀道、德士古道、荃青交匯處、青荃路、擔杆山交匯處、青敬路、長安巴士總站、擔杆山路、擔杆山交匯處、楓樹窩路、青衣西路、長青公路、青衣西北交匯處、青嶼幹線、北大嶼山公路、東涌東交匯處、怡東路、迎禧路、迎東路、文東路、惠東路、東涌海濱路、怡東路、東涌東交匯處、裕東路（西行）、掉頭、裕東路（東行）、松仁路（西行）、掉頭、松仁路（東行）、裕東路、順東路、赤鱲角南路、駿運路、駿運路交匯處、航膳西路、駿運路交匯處、觀景路、東岸路、機場路及暢連路。
機場（地面運輸中心）開經：暢連路、機場南交匯處、機場路、東岸路、觀景路、駿明路、觀景路、駿運路交匯處、航膳西路、駿運路交匯處、駿運路、駿坪路、赤鱲角南路、順東路、達東路、順東路、裕東路（西行）、掉頭、裕東路（東行）、松仁路（西行）、掉頭、松仁路（東行）、裕東路、東涌東交匯處、怡東路、東涌海濱路、惠東路、文東路、迎東路、迎禧路、怡東路、東涌東交匯處、北大嶼山公路、青嶼幹線、青衣西北交匯處、長青公路、青衣西路、楓樹窩路、擔杆山交匯處、青敬路、長安巴士總站、擔杆山路、擔杆山交匯處、青荃路、荃青交匯處、德士古道、沙咀道、大河道、青山公路—荃灣段、荃景圍及美環街。

### 沿線車站

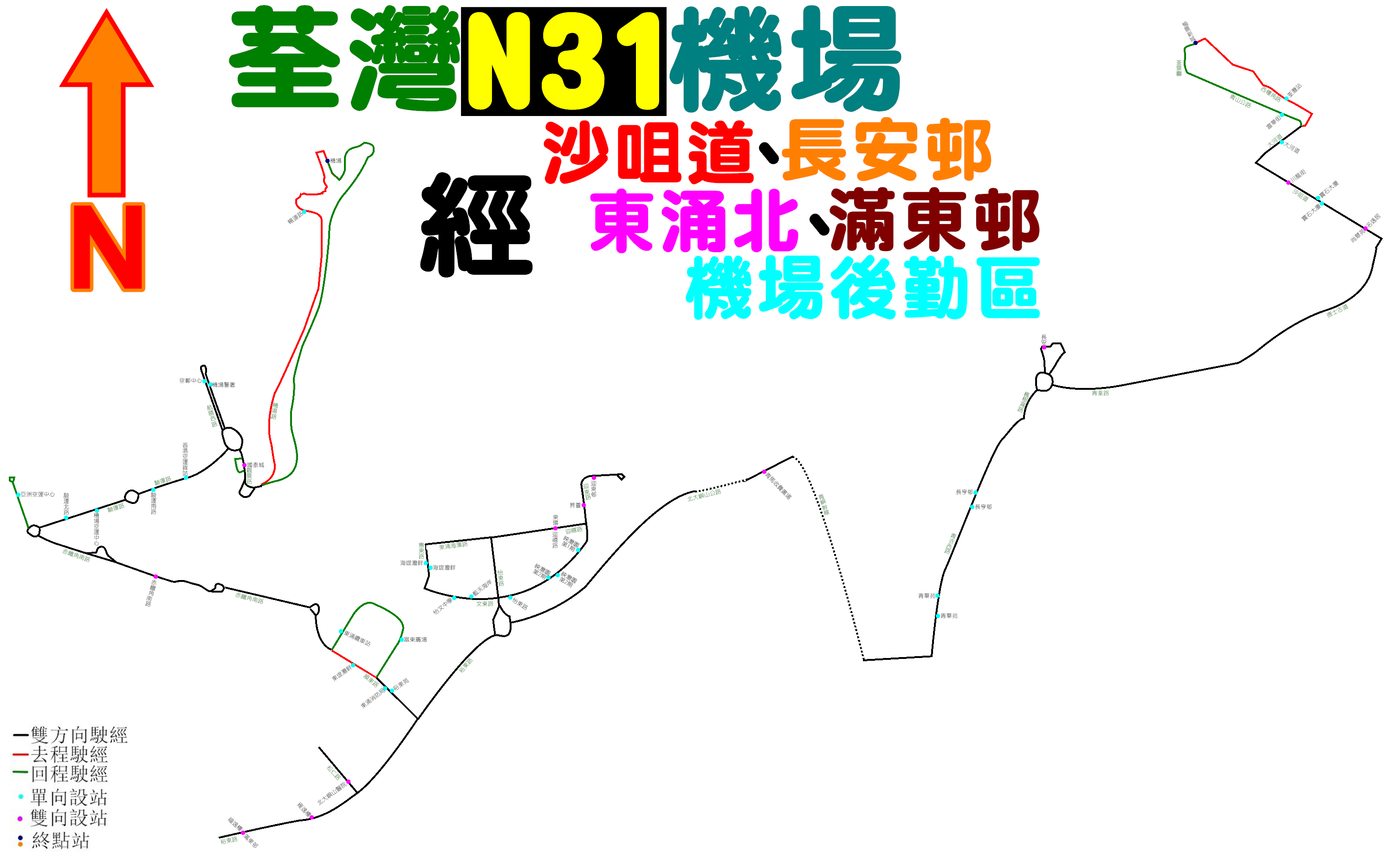
此線的走線圖

| 荃灣（愉景新城）開 | 荃灣（愉景新城）開           | 荃灣（愉景新城）開           | 機場（地面運輸中心）開 | 機場（地面運輸中心）開       | 機場（地面運輸中心）開       |
| 序號               | 車站名稱                     | 位置                         | 序號                   | 車站名稱                     | 位置                         |
| ------------------ | ---------------------------- | ---------------------------- | ---------------------- | ---------------------------- | ---------------------------- |
| 1                  | 愉景新城巴士總站             | 愉景新城公共運輸交匯處       | 1                      | 機場（地面運輸中心）巴士總站 | 機場（地面運輸中心）巴士總站 |
| 2                  | 荃灣站                       | 西樓角路                     | 2                      | 國泰城                       | 觀景路                       |
| 3                  | 大河道                       | 大河道                       | 3                      | 機場警署                     | 航膳西路                     |
| 4                  | 川龍街                       | 沙咀道                       | 4                      | 駿運南路                     | 駿運路                       |
| 5                  | 寶石大廈                     | 沙咀道                       | 5                      | 機場空運中心                 | 駿運路                       |
| 6                  | 名逸居                       | 沙咀道                       | 6                      | 亞洲空運中心                 | 駿坪路                       |
| 7                  | 青衣轉車站－長安總站（A7）   | 長安巴士總站                 | 7                      | 赤鱲角南路                   | 赤鱲角南路                   |
| 8                  | 長亨邨                       | 青衣西路                     | 8                      | 東涌纜車站                   | 達東路                       |
| 9                  | 青華苑                       | 青衣西路                     | 9                      | 富東廣場                     | 達東路                       |
| 10                 | 青嶼幹線轉車站（A2）         | 北大嶼山公路                 | 10                     | 裕東苑                       | 順東路                       |
| 11                 | 迎禧路裕雅苑                 | 迎禧路                       | 11                     | 滿東邨                       | 滿東邨巴士總站               |
| 12                 | 東環                         | 迎禧路                       | 12                     | 逸東邨福逸樓                 | 裕東路                       |
| 13                 | 昇薈                         | 迎東路                       | 13                     | 逸東邨雍逸樓                 | 裕東路                       |
| 14                 | 迎東邨                       | 迎東路                       | 14                     | 北大嶼山醫院                 | 松仁路                       |
| 15                 | 映灣園第二期                 | 文東路                       | 15                     | 海堤灣畔                     | 惠東路                       |
| 16                 | 怡東路                       | 文東路                       | 16                     | 藍天海岸                     | 文東路                       |
| 17                 | 怡文中學                     | 文東路                       | 17                     | 映灣園第二期                 | 文東路                       |
| 18                 | 海堤灣畔                     | 惠東路                       | 18                     | 映灣園第一期                 | 文東路                       |
| 19                 | 滿東邨                       | 滿東邨巴士總站               | 19                     | 迎東邨                       | 迎東路                       |
| 20                 | 逸東邨福逸樓                 | 裕東路                       | 20                     | 昇薈                         | 迎東路                       |
| 21                 | 逸東邨雍逸樓                 | 裕東路                       | 21                     | 迎禧路                       | 迎禧路                       |
| 22                 | 逸東邨美逸樓                 | 松仁路                       | 22                     | 裕雅苑雅盛閣                 | 怡東路                       |
| 23                 | 東涌消防局                   | 順東路                       | 23                     | 裕雅商場                     | 怡東路                       |
| 24                 | 東堤灣畔                     | 順東路                       | 24                     | 青嶼幹線轉車站（N4）         | 青嶼幹線繳費廣場             |
| 25                 | 赤鱲角南路                   | 赤鱲角南路                   | 25                     | 青華苑                       | 青衣西路                     |
| 26                 | 駿運北路                     | 駿運路                       | 26                     | 長亨邨                       | 青衣西路                     |
| 27                 | 香港空運貨站                 | 駿運路                       | 27                     | 青衣轉車站－長安總站（A6）   | 長安巴士總站                 |
| 28                 | 空郵中心                     | 航膳西路                     | 28                     | 聯仁街                       | 沙咀道                       |
| 29                 | 國泰城                       | 觀景路                       | 29                     | 寶石大廈                     | 沙咀道                       |
| 30                 | 暢連路                       | 暢連路                       | 30                     | 川龍街                       | 沙咀道                       |
| 31                 | 機場（地面運輸中心）巴士總站 | 機場（地面運輸中心）巴士總站 | 31                     | 富華街                       | 青山公路－荃灣段             |
|                    |                              |                              | 32                     | 愉景新城巴士總站             | 愉景新城公共運輸交匯處       |

## 外部連結
- 九巴N31線－龍運巴士 （页面存档备份，存于）